# Departament de Masaya
El Departament de Masaya és un departament de Nicaragua. La seva capçalera departamental és la ciutat de Masaya.

## Municipis
1. Catarina (Nicaragua)
2. La Concepción (Nicaragua)
3. Masatepe
4. Masaya
5. Nandasmo
6. Nindirí
7. Niquinohomo
8. San Juan de Oriente
9. Tisma